# Gnophos perviciniaria
Gnophos perviciniaria là một loài bướm đêm trong họ Geometridae.